# Yamato-e
Yamato-e (jap. 大和絵 Yamato-e) – „obrazy japońskie”, styl malarstwa japońskiego, który rozwijał się w opozycji do „malarstwa w stylu chińskim”. Jest to przede wszystkim prąd sztuki świeckiej, charakteryzujący się m.in. zastosowaniem mocnych, jasnych kolorów oraz tematyką związaną z lokalnymi, japońskimi krajobrazami i obyczajami, często w postaci cyklów nawiązujących do pór roku. Jednymi z najlepszych przykładów tej sztuki są ilustrowane zwoje książkowe.

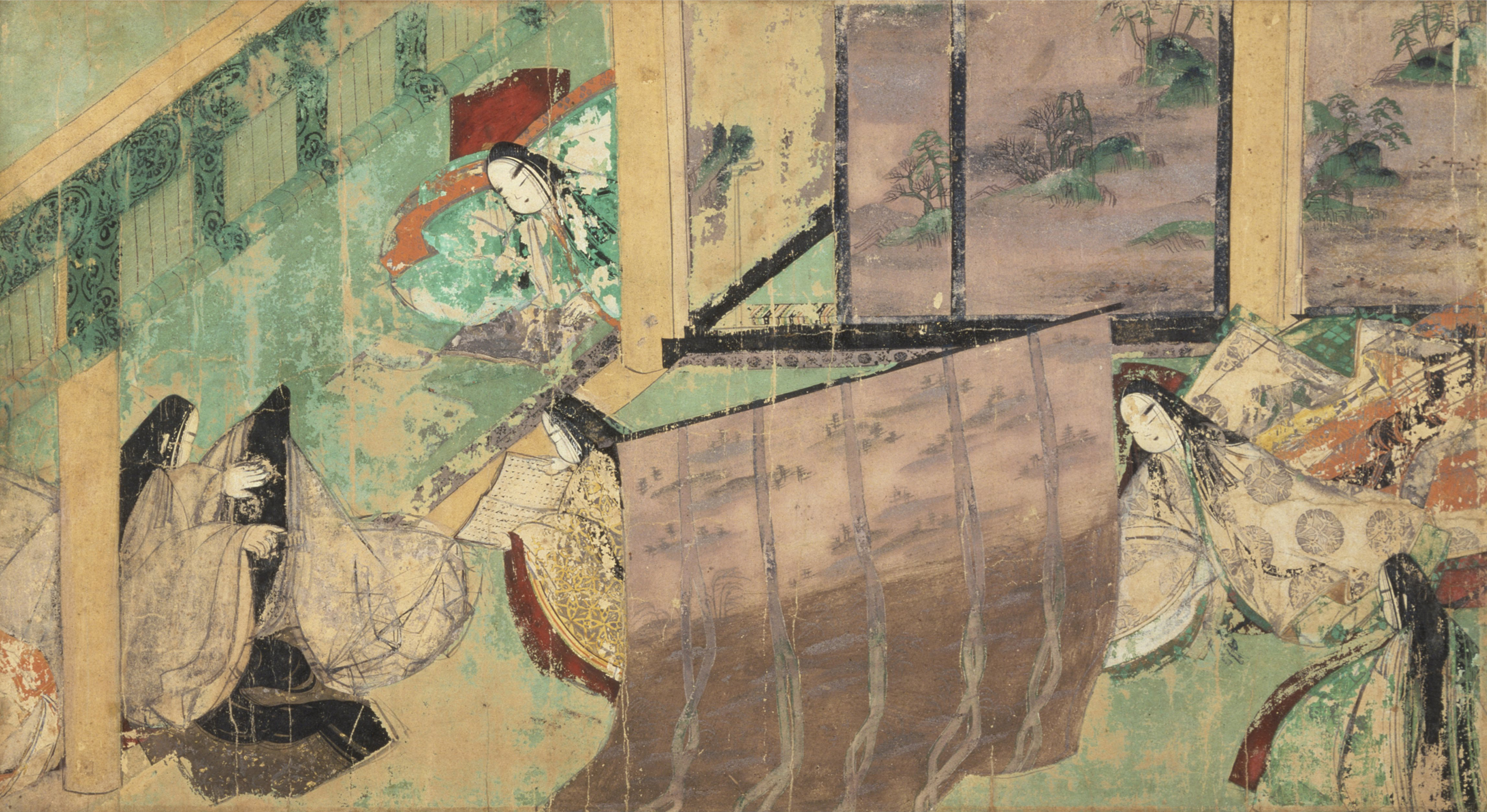
Scena ze zwoju emaki z XII wieku, zachowany przykład wczesnego yamato-e

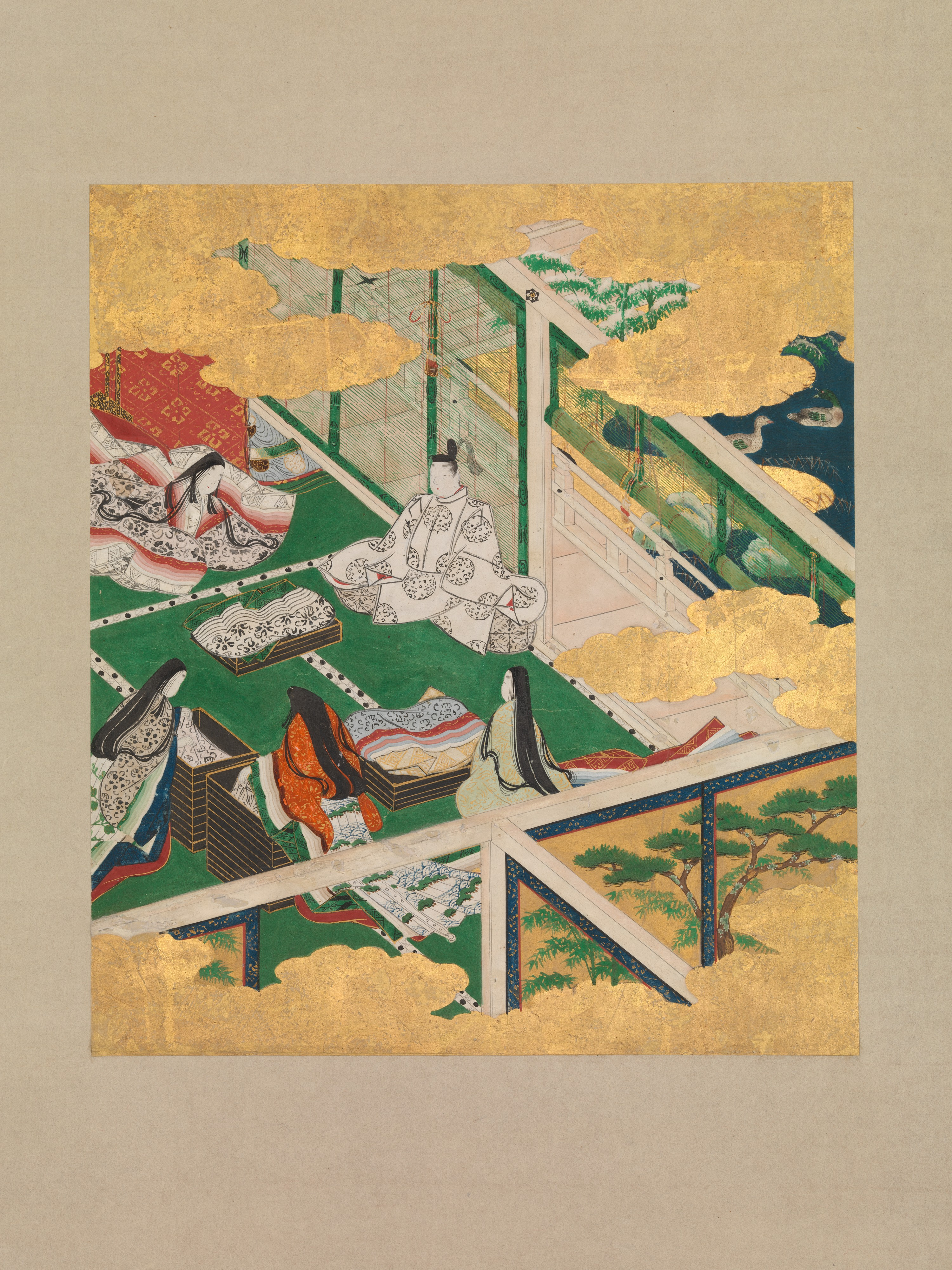
Scena z Genji monogatari, autorstwa Mitsuyoshi Tosy, XVII w. Widać charakterystyczne dla stylu yamato-e użycie koloru, ciężkich chmur, dzielących przestrzeń, a także techniki fukinuki yatai – przedstawienia budynku bez dachu, by ukazać scenę wewnątrz pokoju

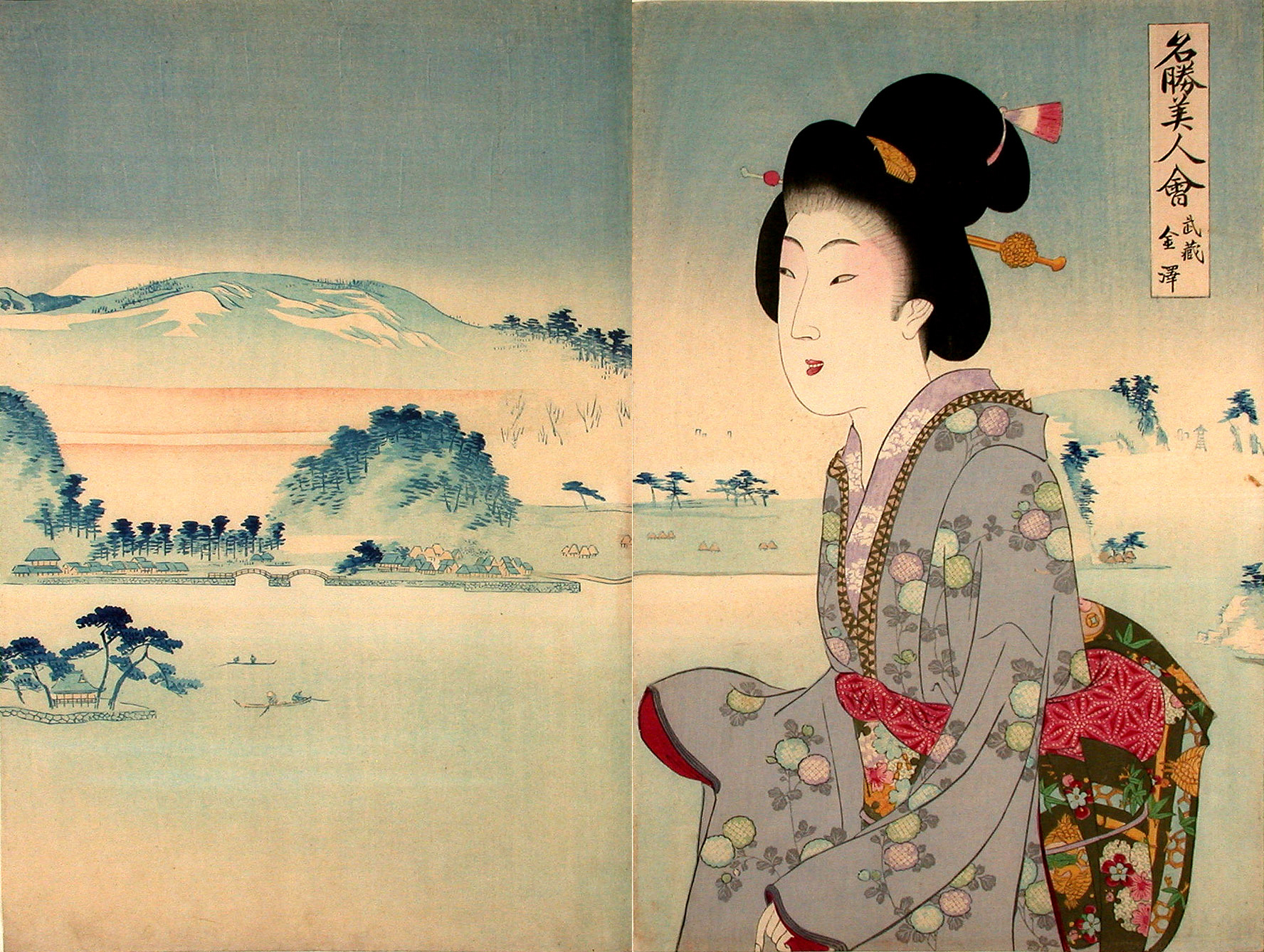
Obraz w stylu ukiyo-e – lokalny krajobraz, wyraziste kolory i schematyzm twarzy nawiązują do konwencji yamato-e

Ze względu na silne wpływy chińskiej sztuki na japońską, wykształcił się styl ją naśladujący (kara-e, kanga). Po zerwaniu stosunków z Chinami, w X w. stworzono „styl rodzimy”, czyli właśnie yamato-e. Malarstwo yamato-e narodziło się w okresie Heian i termin ten odnosił się wówczas głównie do obrazów przedstawiających lokalne dworskie obyczaje, sceny z japońskich opowieści, umieszczonych w miejscowych (tj. nie wzorowanych na chińskich) krajobrazach (zwłaszcza okolic Kioto), w odróżnieniu od scen i tematów zapożyczonych ze sztuki chińskiej, w szczególności malarstwa tangowskiego. „Japońskie obrazy” często inspirowały, bądź były tłem dla także lokalnej i także w okresie Heian popularnej poezji waka. 
Była to pierwotnie sztuka głównie dekoracyjna, wykonywana przede wszystkim na parawanach i przesuwnych drzwiach shōji – z tego względu brak zachowanych oryginałów, które uległy zniszczeniu wraz z budynkami. Tematyka znana jest głównie z opisów, oraz na podstawie poezji waka, której towarzyszyły, lub którą inspirowały. Na tej podstawie można wyznaczyć dwie główne grupy tematów: pejzaże, zwłaszcza tzw. meisho-e – szczególnie sławne piękne miejsca z różnych obszarów Japonii; oraz cykle obrazów związanych z porami lub miesiącami roku, przedstawiające prace i święta dla nich typowe. Inną częstą formą były malowane zwoje emaki, w których obrazy nierzadko ilustrowały zapisane w tych zwojach powieści takie jak np. Genji monogatari.
W późniejszym okresie określenie yamato-e zaczęło obejmować nie tylko tematy, ale też konwencję malarską. Charakterystyczne było przedstawianie budynków bez dachu, by móc ukazać scenę dziejącą się we wnętrzu, użycie mocnych, jaskrawych kolorów i konwencjonalizacja twarzy. Z twarzy arystokratycznych bohaterów obrazów, nieodmiennie przedstawianych w postaci dwóch kresek sygnalizujących oczy, małego haczyka nosa i czerwonej kropki w miejsce ust, nie sposób wyczytać żadnych emocji ani cech charakterystycznych. Konwencjonalizacja ta miała zapewne ułatwić także arystokratycznym widzom i czytelnikom ilustrowanych powieści łatwiejsze utożsamienie się z przedstawioną postacią – nie była zaś dowodem nieudolności artystów, którzy byli w stanie, na tych samych obrazach, całkiem wiernie sportretować osoby z klas niższych.
W X w. wykształciła się pierwsza szkoła malarstwa japońskiego – szkoła Kose, pochodząca od pierwszego wielkiego mistrza yamato-e, Kanaoki Kosego (fl. IX w.). Rozwój malarstwa w stylu japońskim nie spowodował całkowitego wyparcia „stylu chińskiego”, który istniał w wiekach X-XII równolegle, choć ograniczony głównie do malarstwa ceremonialnego i religijnego.
W okresie Kamakura pierwotnie głównie świeckie malarstwo w „stylu japońskim” zostało wzbogacone o tematy religijne (buddyjskie), a także pojawiło się w nim malarstwo portretowe (np. cykle przedstawiające Trzydziestu Sześciu Mistrzów Poezji), co stanowiło wyraźne odejście od wcześniejszej, typowej dla ilustrowanych zwojów, konwencji schematyzacji twarzy. Zwiększenie kontaktów z kontynentem w okresie Muromachi spowodowały ponowny wzrost zainteresowania stylami chińskimi, ale tradycja japońska była podtrzymywana, szczególnie przez związaną z dworem cesarskim szkołę Tosa.
Za panowania shōgunatu Tokugawów malarstwo tego typu uprawiali artyści niekoniecznie z kręgów dworskich. Nawiązywali do niego twórcy takich szkół jak Rinpa, czy też artyści tworzący obrazy ukiyo-e (w szerszym znaczeniu – sztuki rodzimej – termin yamato-e obejmuje także ukiyo-e). Przykładowo Moronobu Hishikawa, sławny rysownik z XVII w., wyraźnie nawiązywał i chciał być identyfikowany ze „stylem japońskim”.